# Liebeslied der Wüste (1943)
Liebeslied der Wüste (Originaltitel The Desert Song) ist ein US-amerikanischer Musicalfilm von Robert Florey aus dem Jahr 1943. Die Hauptrollen sind mit Dennis Morgan und Irene Manning, tragende Rollen mit Bruce Cabot, Lynne Overman und Gene Lockhart besetzt.
Das Drehbuch basiert auf dem Stück The Desert Song, dessen Buch und Text von Lawrence Schwab, Otto Harbach, Oscar Hammerstein II und Frank Mandel stammt. Die Musik geht zurück auf Sigmund Romberg. Das Musical hatte am 30. November 1926 in New York Premiere.
Der Film war in der Kategorie „Bestes Szenenbild“ für einen Oscar nominiert.

## Handlung
Marokko im Jahr 1939: Der Marokkaner Caid Yousseff bemüht sich auf privater Basis eine Eisenbahn nach Dakar zu bauen. Die Arbeiten werden jedoch ständig durch Angriffe der einheimischen Rifkabylen, kurz Rifs, unter der Führung des mysteriösen El Khobar gestört. Bei Khobar handelt es sich um den Amerikaner Paul Hudson, einen Veteranen des Zweiten Marokkanischen Krieges. Johnny Walsh, ein in Marokko stationierter US-amerikanischer Journalist, versucht die Öffentlichkeit von den Angriffen in Kenntnis zu setzen, was jedoch von der französischen Zensur unterbunden wird. Ein nur wenig später erfolgter Angriff, angeführt von El Khobar führt zur Befreiung der Rifkabylen, eines Berberstamms, die unter Zwang dazu herangezogen worden sind, die Arbeiten für die Eisenbahnstrecke auszuführen. Dabei wird auch ein Teil der Strecke zerstört. El Khobars Männern gelingt es auch, den Eingeborenen Tarbouch zu befreien.
Paul Hudson, der, wenn er nicht El Khobar ist, im Caféhaus Père Fan Fan als Pianist arbeitet, erzählt der französischen Sängerin Margot beiläufig, dass die Rifs zwar Yousseff ablehnen, nicht aber Frankreich. Am nächsten Tag wird ein Treffen zwischen Yousseff  und Colonel Fontaine, Yousseffs Partner bei seinem Eisenbahngeschäft, beobachtet. Yousseff wird bei seinen Geschäften von der nationalsozialistischen Regierung in Deutschland unterstützt und das nicht nur finanziell. Yousseff schlägt Fontaine vor, in dem einheimischen Café nach El Khobar zu suchen. Seine Spione sollen sich dort unerkannt versammeln und Fontaine solle Margot mitnehmen, wodurch sein Aufenthalt unauffälliger sei und den wahren Zweck verschleiere. Im Caféhaus treffen dann Fontaine und Margot auf Johnny und Paul. Als sich Soldaten dem Café nähern, stimmen die Eingeborenen ein Lied an, das als Warnung dient. Paul spielt die Noten auf dem Klavier nach. Als die Soldaten das Café erreicht haben, sind alle Araber verschwunden.
Als Paul später davon erfährt, dass einige der gefangen genommenen Rifkabylen gefoltert werden, will er sie befreien. Er lädt Margot, die mit Fontaine befreundet ist, in die Wüste ein, wo er ihr einige Fragen stellen will. Dabei entdeckt sie, dass er El Khobar ist. Nachdem Margot Zeit mit den Rifs verbracht hat, willigt sie in Pauls Bitte, ihm zu helfen, ein auch, da sie sich in ihn verliebt hat. Unter seinem Namen El Khobar übermittelt Paul Yousseff eine Nachricht und bietet ihm an, Tarbouch gegen die festgenommenen Berber einzutauschen. Fontaine, der sich gerade bei Yousseff aufhält, verfolgt den Rebellen ins Café Père Fan Fan, findet dort jedoch nur Paul am Klavier vor. Der Staub, den Yousseff auf Pauls Stiefeln entdeckt hat, erweckt sein Misstrauen, was Paul jedoch mit einer logischen Erklärung entkräften kann. Johnny, der von Pauls geheimer Identität weiß, erzählt Margot wenig später, dass er Kenntnis von einem geplanten Hinterhalt habe. Margot erwidert, dass Paul sich gerade mit dem Oberhaupt der Rifkabylen treffe, um einen Friedensplan zu erarbeiten, den er dann direkt nach Paris bringen wolle. Johnny eilt daraufhin in die Wüste, um Paul zu warnen. Der Angriff hat jedoch bereits begonnen, als er ankommt. Johnny überlässt Paul sein Pferd, damit er fliehen kann. Kurz darauf wird er von den Franzosen festgenommen, da sie nun Johnny für El Khobar halten.
Margot erfährt von Fontaine, dass er El Khobar gefangen genommen habe, gleichzeitig macht er ihr einen Antrag. Margot lehnt ab und enthüllt aus Versehen die wahre Identität El Khobars. Fontaine plant nun, Paul bei seiner Verabschiedung zu verhaften. Als er jedoch erfährt, dass die Eisenbahnstrecke mit deutschem und nicht mit französischem Geld finanziert wird, schließt er sich Paul an. Er verspricht ihm auch, dass die Rifkabylen in Zukunft fair behandelt werden würden. Paul begibt sich danach zu seinen Männern, wo er sich erst einmal verstecken will. Über Funk hört die Truppe dann, dass Frankreich das Eisenbahnprojekt übernommen hat. Auf einer kurz darauf stattfindenden Feier sind Paul und Margot wieder vereint.

## Produktion

### Produktionsnotizen, Hintergrund
MGM hatte bereits 1938 versucht The Desert Song für die Studiostars Jeanette MacDonald und Nelson Eddy zu erwerben. Warner Bros. hielt jedoch an den Rechten fest und beschloss schließlich, den Film selbst zu drehen.
Die Dreharbeiten fanden im Zeitraum Anfang Juni bis Ende August 1942 statt, also nach dem Eintritt der Vereinigten Staaten in den Zweiten Weltkrieg. Wie The Hollywood Reporter im Mai 1942 vermeldete wurde ein Großteil des Films vor Ort in Arizona und in Gallup in New Mexico gedreht. Laut einer Studionotiz sollen für den Film gebaute Kulissen der marokkanischen Straße später in dem Filmklassiker Casablanca Verwendung gefunden haben.
Der in Frankreich geborene Regisseur Robert Florey benötigte für den Dreh der Wüstensequenzen in New Mexico fast einen Monat. Die Zeit war von Sandstürmen und großer Hitze geprägt. Für die Szenen im Café steuerte Florey eigene Kunstgegenstände bei. Das Studio war mit Floreys Arbeit so zufrieden, dass man ihm einen langfristigen Vertrag anbot, er hatte sich jedoch bereits für ein anderes Studio entschieden.
Eigentlich sollte der Name des Produzenten Robert Buckner in Bezug darauf, dass er auch der Autor des Drehbuches war, nicht genannt werden. CBCS schrieb Buckner allerdings auch das Drehbuch zu, während er in einer neueren Biografie von Regisseur Robert Florey als Co-Autor bezeichnet wurde.
Mit El Khobar – Schrecken der Wüste entstand 1953 eine Neuverfilmung.

### Besetzung
Der Schauspieler Lynne Overman, der in der Rolle des Johnny Walsh besetzt war, starb noch vor der Veröffentlichung des Films. Das Bureau of Motion Pictures des OWI verwahrte sich gegen die unsympathische Darstellung der Franzosen im Film sowie gegen die Darstellung der französischen Zusammenarbeit mit den Deutschen, die sich besonders im Charakter des Colonel Fontaine manifestiere. Daraufhin wurde die Rolle dahingehend verändert, dass Fontaine hinsichtlich der deutschen Unterstützung ahnungslos war.

### Musik im Film (Auswahl)
- One Alone, Musik: Sigmund Romberg, Text: Otto A. Harbach und Oscar Hammerstein II
gesungen von Dennis Morgan
- The Riff, Musik und Text wie zuvor
- The Desert Song, Musik und Text wie zuvor
- Romance, Musik und Text wie zuvor
- Fifi’s Song, Text: Jack Scholl, Musik: Sigmund Romberg
- Gay Parisienne, Text: Jack Scholl, Musik: Serge Walter
- Long Live the Night, Text: Jack Scholl, Musik: Mario Silva und Sigmund Romberg
- French Military Marching Song, Musik und Text: Sigmund Romberg

### Veröffentlichung
Moderne Quellen vermuten, dass die Veröffentlichung des fertigen Films aufgrund von Kriegsbeschränkungen verzögert worden sei. Die Premiere des Films fand am 23. Dezember 1943 in New York statt, ab dem 29. Januar 1944 lief der Film dann allgemein in den Vereinigten Staaten an. Im selben Jahr wurde er zudem in Mexiko und Schweden veröffentlicht, 1945 in Belgien (Brüssel, Cinéma de la Garnison), 1948 in der Türkei, in Portugal, Finnland und Dänemark. Eine weitere Veröffentlichung erfolgte in Argentinien, Brasilien, Griechenland und Italien. In der Bundesrepublik Deutschland wurde der Film unter dem Titel Liebeslied der Wüste veröffentlicht.
Der Film wurde in den Vereinigten Staaten 2014 erstmals auf DVD veröffentlicht. Aus urheberrechtlichen Gründen war das zuvor nicht möglich, weshalb er nach 1948 in der Versenkung verschwand.

## Rezeption

### Kritik
Margarita Landazuri führte bei Turner Classic Movies aus, dass Warner Bros. Vertragsstar Dennis Morgan den charmanten Helden mit Charme und Energie spiele und zudem die Gelegenheit bekomme seine hervorragende Tenorstimme zu präsentieren. Auch passe er gut mit der blonden Sopranistin Irene Manning, die die Caféhaussängerin gibt, die er liebt, zusammen. Für ein Musical, heißt es weiter, seien die Action-Szenen überraschend hart.
Die Bewertung von Glenn Heath Jr. bei Not Coming to a Theater Near You verwies darauf, dass der Film seit mehr als 50 Jahren nicht mehr gezeigt worden sei, was urheberrechtliche Gründe gehabt habe. Beim TCM-Classic-Film-Festival 2013 habe es geheißen, dies sei zwar kein großartiger Film, aber er mache Spaß. Dieser Aussage könne er nur halbherzig zustimmen. Es handele sich eher um einen inkonsistenten und inaktiven Casablanca-Klon. Korruption, Rassismus, Religion und Terrorismus seien alles Facetten, die der Film beinhalte. Zwar versuche die Inszenierung, ein Bild von Heldentum und Opferbereitschaft in einer stickigen, heißen Wüstenlandschaft zu schaffen, das melodramatische Stück des amerikanischen Interventionismus sei aber nichts anderes als ein Trugbild.
Floreys Biograph Brian Taves bezeichnete den Film als „einen bedeutenden künstlerischen und kreativen Triumph für Florey“, der unter großen Schwierigkeiten zustande gekommen sei, weil ihm Eingriffe durch das Management und äußerst strapaziöse Dreharbeiten vorausgegangen seien einschließlich Problemen mit der Zensur. […] Die Meinung geht heute dahin, dass Floreys Version die beste der Verfilmungen sei; so schrieb Bosley Crowther in der New York Times sinngemäß: „Dieser freche und farbenprächtige Film bietet entspannende Unterhaltung und lebhaften Spaß einschließlich farbenfreudiger Handlungsabschnitte im Café, in dem es angenehm duftet sowie Action im brennenden Wüstensand.“ Dennis Morgan gebe mal im grauen Anzug, mal im purpurfarbenen Burnus einen weißen Amerikaner, der in der Wüste einem übermächtigen Ansturm standhalten müsse und Irene Manning eine elegante Sängerin im warmen Musical-Comedy-Stil. Auch wenn dies kein anderes ‚Casablanca‘ sei, wärme einen der Film für eine gute Stunde.
Michael Barrett von popMatters gab dem Film vier von zehn möglichen Sternen und meinte, er sei nett und langweilig, genauso wie sein romantisches Paar. Zumindest gebe es aber einige überraschend scharfe Bemerkungen, die Dennis Morgan als El Khobar machen dürfe. Ein aufrüttelndes Gespräch im Film komme den Gegebenheiten in Marokko zwar näher als das im Film Casablanca (wo man auch die marokkanische Straße recycelt habe) der Fall sei, mache den Film aber noch nicht zu einem Klassiker. Ebenso wie in Casablanca stelle sich letztendlich auch heraus, dass der französische Polizist (Bruce Cabot) nicht so schlimm sei, wie man anfangs denke.

### Auszeichnungen
Oscarverleihung 1945
- Nominierte: Charles Novi und Jack McConaghy in der Kategorie „Bestes Szenenbild in einem Farbfilm“. Der Oscar ging jedoch an Wiard Ihnen und Thomas Little und die Filmbiografie über den Politiker Woodrow Wilson.

## Weitere Verfilmungen
- 1929: The Desert Song von Roy Del Ruth mit John Boles, Carlotta King, Louise Fazenda, Produktion von Warner Bros.
- 1932: The Red Shadow (Kurzfilm) von Roy Mack mit Alexander Gray, Bernice Claire, Max Stamm (Teil der Broadway Brevities (1932–1933 season)#7: The Red Shadow)
- 1953: El Khobar – Schrecken der Wüste (The Desert Song) von H. Bruce Humberstone mit Kathryn Grayson, Gordon MacRae, Steve Cochran. Produktion von Warner Bros.
- 1955: The Desert Song (amerikanischer Fernsehfilm) von Max Liebman mit Nelson Eddy, Gale Sherwood, Rod Alexander
- Der 1933 erschienene Film Liebeslied der Wüste (Originaltitel: The Barbarian) von Sam Wood mit Ramón Novarro und Myrna Loy und der 1939 erschienene Film Das Lied der Wüste von Paul Martin mit Zarah Leander, Friedrich Domin und Gustav Knuth, der in den Vereinigten Staaten und Australien ebenfalls den Titel The Desert Song trägt, haben mit der ursprünglichen Operetten-/Musicalvorlage nichts zu tun.